# ダニエル・ダーヴァリー
ダニエル・ダーヴァリー（Daniel Davari、1988年1月6日 - ）は、イランの元サッカー選手。元イラン代表。現役時代のポジションはゴールキーパー。

## 来歴

### クラブ
ドイツ・ギーセンで生まれ、主にドイツの2部リーグから4部リーグのクラブでプレー。

### 代表
2013年にイラン代表でデビュー。出場機会は無かったが、2014 FIFAワールドカップのメンバーにも選ばれた。イラン代表として通算4試合に出場した。

## 代表歴

### 出場大会
- イラン代表
  - 2014 FIFAワールドカップ

### 試合数
- 国際Aマッチ 4試合 0得点（2013年-2014年）[1]

| イラン代表 | 国際Aマッチ | 国際Aマッチ |
| 年         | 出場        | 得点        |
| ---------- | ----------- | ----------- |
| 2013       | 2           | 0           |
| 2014       | 2           | 0           |
| 通算       | 4           | 0           |